# Phil Hubbe
Phil Hubbe (* 1966 in Haldensleben) ist ein deutscher Cartoonzeichner.

## Leben
Der Magdeburger arbeitete nach einem abgebrochenen Mathematikstudium als Schichtarbeiter in einem Keramikwerk und als Wirtschaftskaufmann. 1985 erkrankte er beim Grundwehrdienst in der Nationalen Volksarmee an Multipler Sklerose; die richtige Diagnose wurde aber erst drei Jahre später gestellt.
Seit 1992 hat er das Zeichnen zu seinem Hauptberuf gemacht und befasst sich dabei oft humorvoll mit dem Thema Behinderung. Gerade aus dem Bereich der selbst von Behinderungen betroffenen Menschen erhält er überwiegend positive Rückmeldungen. Mit seinen Zeichnungen war Hubbe ab 2001 an diversen Ausstellungen beteiligt und wurde mehrfach ausgezeichnet: 3. Preis beim Deutschen Preis für die politische Karikatur (2002), Hertie-Preis für Engagement und Selbsthilfe (2006), Medien-Preis der Amsel-Stiftung (2014), Mosaik-Inklusionspreis (2017), Käte-Hammersen-Preis der DMSG (2022).  
Er arbeitet für über 20 Tageszeitungen und Zeitschriften, ferner gestaltete er Postkarten, den „Handicap-Kalender“ und hat mehrere Cartoonbände veröffentlicht.
Phil Hubbe ist verheiratet und hat eine Tochter.

## Werke
- Der Stuhl des Manitou. Behinderte Cartoons, Oldenburg, Lappan Verlag, 2004. ISBN 3-8303-3097-9
- Der letzte Mohikaner. Behinderte Cartoons 2, Lappan Verlag 2006, ISBN 3-8303-3140-1
- Handicaps 2008 Kalender, Lappan Verlag, ISBN 3-8303-7219-1
- Das Leben des Rainer: Behinderte Cartoons 3, Lappan Verlag 2009, ISBN 3830332335
- Der Stein des Sisyphos: Behinderte Cartoons 4, Lappan Verlag 2011, ISBN 3-8303-3284-X
- Die Lizenz zum Parken: Behinderte Cartoons 5, Lappan Verlag 2013, ISBN 3-8303-3338-2
- Mein letztes Selfie: Behinderte Cartoons 6, Lappan Verlag 2016, ISBN 3-8303-3434-6
- Der siebte Sinn: Behinderte Cartoons 7 Lappan Verlag 2018, ISBN 978-3-8303-3510-8.
- Zeugen der Inklusion - Behinderte Cartoons 8 (Lappan Verlag 2021)  ISBN 978-3-8303-3589-4
- Hier lebt der Fußball! – die besten Fußballcartoons aus dem kicker (Lappan 2022) ISBN 978-3-8303-3632-7
- Vorsicht Stufe! – 20 Jahre Behinderte Cartoons (Lappan 2024) ISBN 978-3-8303-3684-6